# Makijewe
Makijewe (ukr. Макієве) – wieś na Ukrainie, w obwodzie mikołajowskim, w rejonie perwomajskim, w hromadzie Wradijiwka. W 2001 liczyła 86 mieszkańców, spośród których 77 wskazało jako ojczysty język ukraiński, 1 rosyjski, a 8 mołdawski.